# Yrjö Rantanen
Yrjö Aukusti Rantanen (Tampere, 23 aprile 1950 – 14 gennaio 2021) è stato uno scacchista finlandese.
Nel 1981 diventò il secondo Grande Maestro finlandese (dopo Heikki Westerinen che ottenne il titolo nel 1972).

## Principali risultati
Vinse due volte il campionato finlandese: nel 1978 a Helsinki e nel 1986 a Pori. Dal 1972 al 1990 partecipò con la nazionale finlandese a nove olimpiadi degli scacchi, ottenendo complessivamente il 61,4% dei punti (+52 =36 –26). Vinse una medaglia d'oro in 2ª scacchiera alle olimpiadi di La Valletta 1980.
Nel 1978 fu pari 1°-3° con Paul E. Littlewood e Jack Peters nel torneo "Lloyds Bank Masters Open" di Londra. Morì per malattia il 14 gennaio 2021 all'età di 70 anni.